# Sericania kadowakii
Sericania kadowakii är en skalbaggsart som beskrevs av Takeshiko Nakane 1983. Sericania kadowakii ingår i släktet Sericania och familjen Melolonthidae. Inga underarter finns listade i Catalogue of Life.